# 虎紋鴨嘴鯰
虎紋鴨嘴鯰，為輻鰭魚綱鯰形目長鬚鯰科的其中一種，分布於南美洲亞馬遜河及奧里諾科河流域，本魚體延長且側扁，頭部寬大且扁平，具3對觸鬚，本魚體背部黃褐色，頭部、身體呈銀灰色，頭部顏色較深，腹部白色，魚鰭淡紅色，身體布滿不規則的雲狀斑紋，魚鰭布滿深色列狀圓點，體長可達130公分，棲息在河川、氾濫平原，夜間覓食，屬肉食性，以魚類及甲殼類等為食，可做為食用魚及觀賞魚，在水族市場上稱為大理石虎皮鴨嘴。

## 擴展閱讀
維基物種上的相關：虎紋鴨嘴鯰